# Carex songorica
Carex songorica är en halvgräsart som beskrevs av Grigorij Silych Karelin och Ivan Petrovich Kirilov. Carex songorica ingår i släktet starrar, och familjen halvgräs. Inga underarter finns listade i Catalogue of Life.